# Sân bay quốc tế Soekarno-Hatta

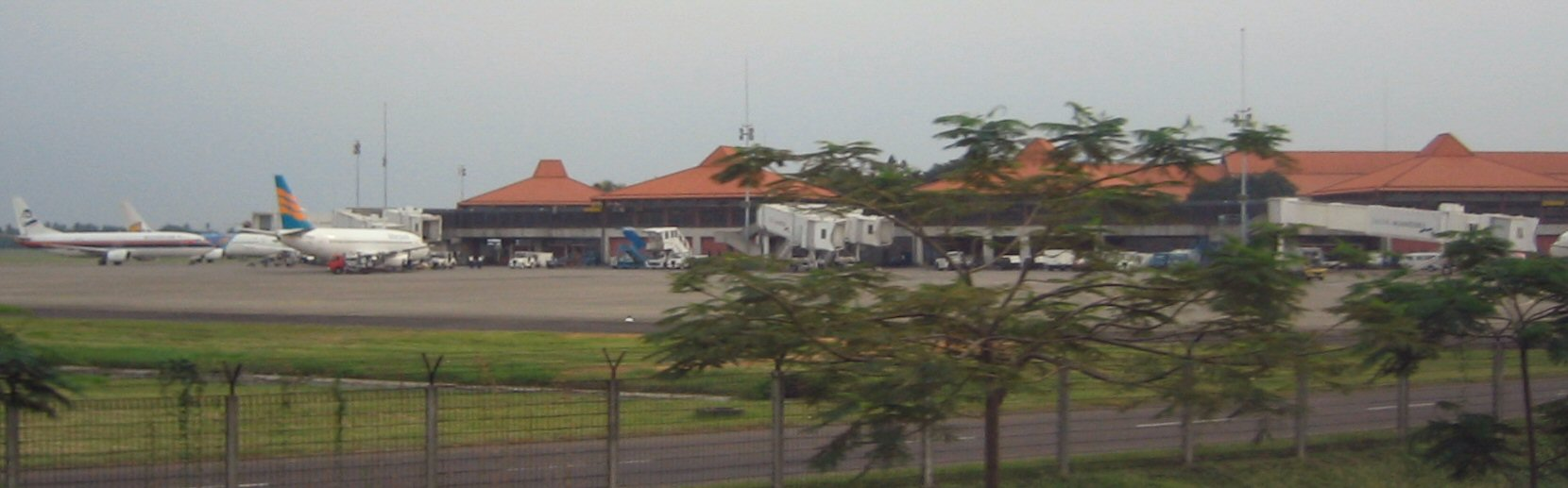
Sân bay Quốc tế Soekarno-Hatta, nhà ga 1

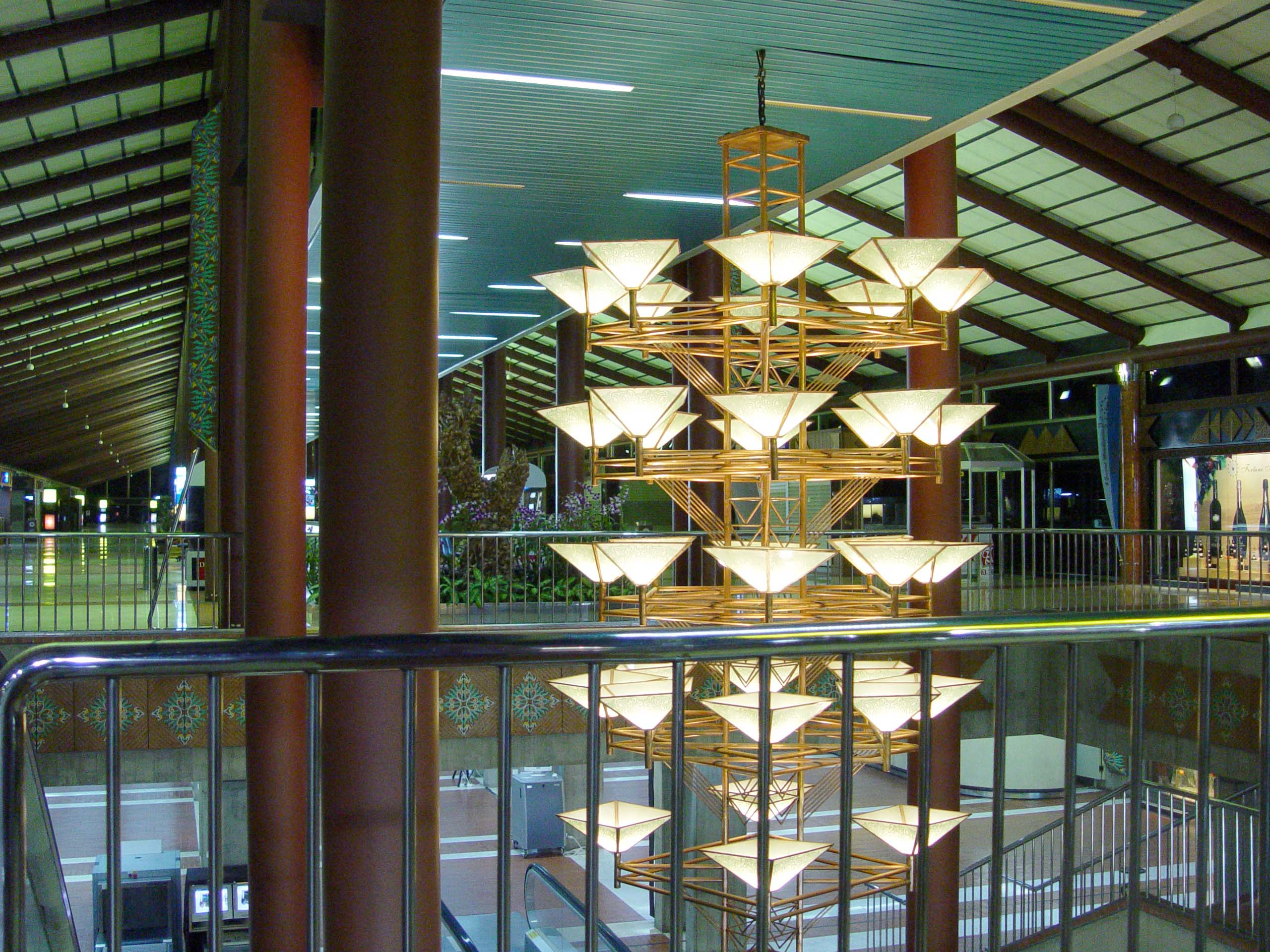
Bên trong sân bay quốc tế Soekarno-Hatta

Sân bay Quốc tế Soekarno-Hatta (tiếng Indonesia: Bandara Internasional Soekarno-Hatta, tiếng Anh: Soekarno-Hatta International Airport) (IATA: CGK, ICAO: WIII) là sân bay chính phục vụ khu vực đại đô thị Jakarta trên đảo Java, Indonesia. Sân bay tọa lạc 30 km về phía tây của Jakarta, ở Tangerang Regency, Banten. Sân bay hoạt động từ năm 1985 và nhà ga 2 được mở cửa năm 1992 thay thế cho Sân bay Kemayoran (các chuyến bay quốc nội) ở Trung Jakarta, và Halim Perdanakusuma (một số ít các chuyến bay quốc tế, vẫn còn hoạt động) ở Đông Jakarta.  Người Indonesia gọi sân bay này là Cengkareng. Mã IATA là CGK lấy từ tên Cengkareng. Sân bay có diện tích 18 km², có 2 đường băng và 2 nhà ga chính với nhà ga 1 phục vụ hai hãng Garuda Indonesia và Merpati Nusantara Airlines, nhà ga 2 phục vụ các hãng khác.
Sân bay được đặt tên theo tên vị tổng thống thứ nhất của Indonesia Sukarno, và phó tổng thống thứ nhất Mohammad Hatta.
Đây cũng là một trong các sân bay bận rộn của thế giới.

## Nhà ga

### Nhà ga 1

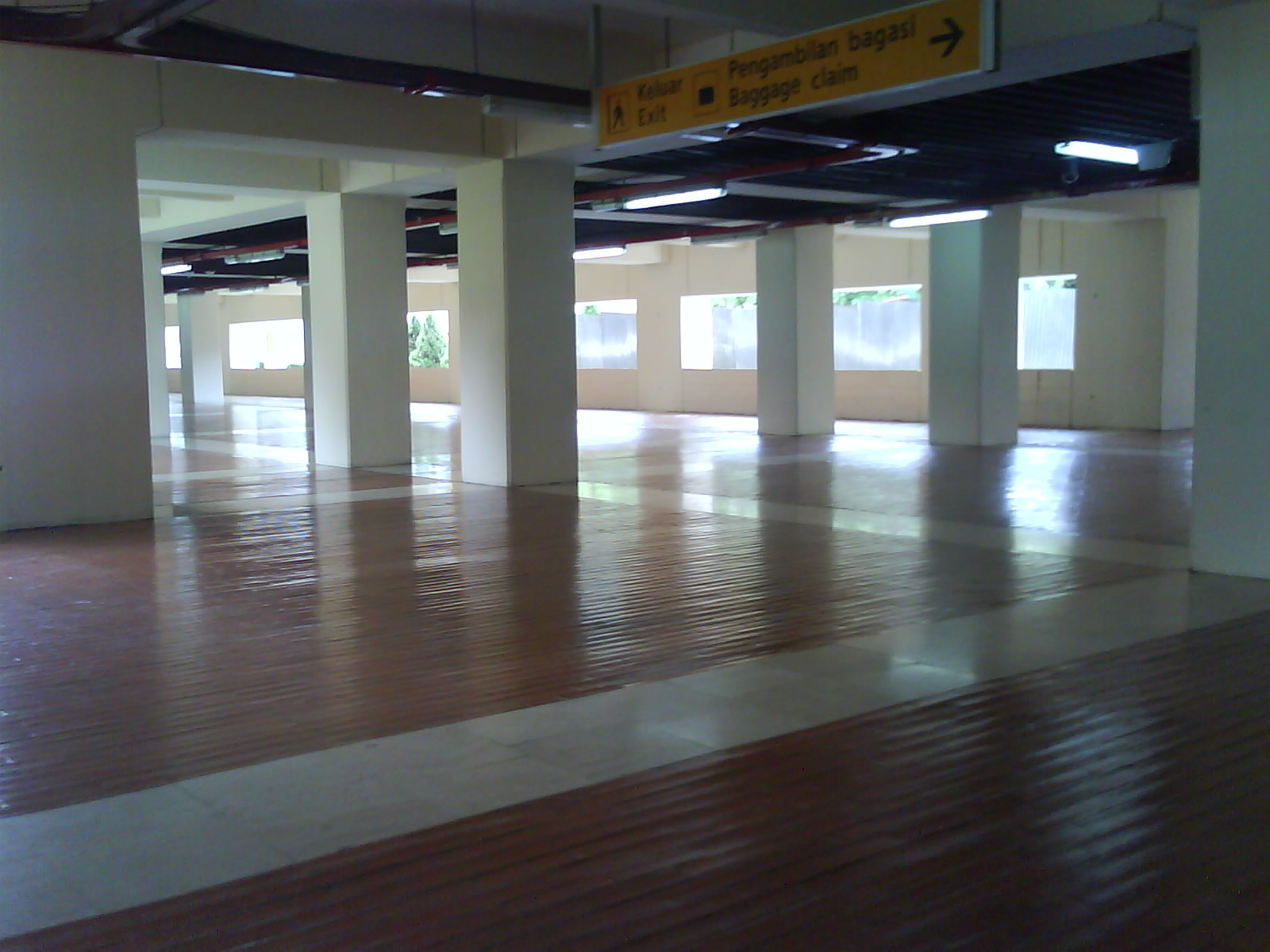
Terminal 1C

Nhà ga 1 là nhà ga đầu tiên của sân bay quốc tế Soekarno-Hatta và được hoàn thành vào năm 1985. Nó nằm ở vị trí đối diện với nhà ga 2 về phía nam. Nhà ga này chủ yếu dành cho các chuyến bay nội địa trừ hãng Garuda Indonesia và Merpati Nusantara Airlines trong khi các hãng này vận hành các chuyến bay nội địa ở nhà ga 2. Nhà ga này chia thành 3 khu vực, mỗi khu vực có 25 quầy làm thủy tục, 5 băng tải lấy hành lý và 7 cổng. Các cổng của nhà ga này mang các chữ A, B và C kèm theo các ký hiệu số theo sau như A1-A7, B1-B7 và C1-C7. Nhà ga có thể phục vụ cho 9 triệu hành khách mỗi năm.

### Nhà ga 2
Nhà ga 2 được xây dựng xong vào năm 1992 nằm ở phía bắc đối diện với nhà ga 1. Nhà ga này vận hành các chuyến bay quốc tế cũng như các chuyến bay nội địa của hãng Garuda Indonesia và Merpati Nusantara Airlines. Nhà ga 2 cũng có 3 khu vực, mỗi khu vực có 25 quầy làm thủ tục, 5 băng tải lấy hành lý và 7 cổng. Các cổng mang các chữ D, E và F và có ký hiệu D1-D7, E1-E7 và F1-F7. Nhà ga này có thể phục vụ 9 triệu hành khách mỗi năm

### Nhà ga 3
Giai đoạn 1 của nhà ga 3 gồm việc xây dựng 5 cầu lên máy bay, và đưa vào vận hành ngày 15 tháng 4 năm 2009. Thiết kế của nhà ga này khác so với nhà ga 1 và 2 với các ý tưởng hiện hại và thân thiên môi trường (xem here Lưu trữ ngày 12 tháng 6 năm 2011 tại Wayback Machine). Nhà ga hiện là trụ nơi hoạt động của 2 hãng hàng không giá rẻ phục vụ các chuyến bay nội địa là Mandala Airlines và Indonesia AirAsia.
Mỗi cầu lên máy bay có thể phục vụ 4 triệu hành khách mỗi năm. Nhà ga 3 sẽ làm tăng khả năng vận chuyển hành khách của sân bay quốc tế Soekarno-Hatta từ 18 triệu lên 38 triệu mỗi năm.
Trong bản quy hoạch tổng thể mới nhất, pha 1 xây dựng nhà ga 3 và kéo dài đường băng 2 lên 4.000m, và pha 2 sẽ xây nhà ga 4 và đường băng thứ 3 (4.000 m). Một tàu điện trên cao sẽ nối sân bay với thành phố trong nằm trong dự án pha 1 .

### Nhà ga 4
Nhà ga 4 đối diện với nhà ga 3 và nằm ở phía đông của nhà ga 1. Nó sẽ được xây dựng trong pha 2 hoặc pha 4 của dự án.

## Hãng hàng không và tuyến bay

### Hành khách
| Hãng hàng không         | Các điểm đến |
| ----------------------- | --- |
| AirAsia                 | Kuala Lumpur, Penang |
| Air China               | Bắc Kinh, Thành Đô-Thiên Phủ |
| Air Macau               | Ma Cao |
| All Nippon Airways      | Tokyo–Haneda, Tokyo–Narita |
| Asiana Airlines         | Seoul–Incheon |
| Batik Air               | Ambon, Balikpapan, Banda Aceh, Banjarmasin, Bangkok-Don Mueang, Banyuwangi, Batam, Berau, Chennai, Denpasar, Gorontalo, Jambi, Jayapura, Kendari, Kuala Lumpur, Kupang, Labuan Bajo, Lombok, Lubuklinggau, Makassar, Malang, Manado, Medan, Pangkal Pinang, Padang, Palangkaraya, Palembang, Palu, Pekanbaru, Penang, Perth, Samarinda, Semarang, Silangit, Singapore, Solo, Sorong, Surabaya, Tanjung Pinang, Tarakan, Ternate, Yogyakarta Thuê chuyến: Hải Khẩu, Côn Minh, Nam Ninh                            |
| Batik Air Malaysia      | Kuala Lumpur |
| Cathay Pacific          | Hồng Kông |
| Cebu Pacific            | Manila |
| China Airlines          | Đài Bắc–Đào Viên |
| China Eastern Airlines  | Thượng Hải–Phố Đông |
| China Southern Airlines | Quảng Châu, Thâm Quyến |
| Citilink                | Ambon, Balikpapan, Banjarmasin, Banyuwangi, Batam, Bengkulu, Denpasar, Jambi, Jeddah, Kendari, Kuala Lumpur, Kupang, Labuan Bajo, Lombok, Makassar, Malang, Manado, Medan, Padang, Palangkaraya, Palembang, Palu, Pangkal Pinang, Pangkalan Bun, Pekanbaru, Perth, Pontianak, Samarinda, Semarang, Silangit, Singapore, Solo, Surabaya, Tanjung Pandan, Tanjung Pinang, Yogyakarta Thuê chuyến: Ôn Châu |
| EgyptAir                | Cairo |
| Emirates                | Dubai |
| Ethiopian Airlines      | Addis Ababa |
| Etihad Airways          | Abu Dhabi |
| EVA Air                 | Đài Bắc–Đào Viên |
| Flynas                  | Thuê chuyến: Jeddah |
| Garuda Indonesia        | Ambon, Amsterdam, Balikpapan, Banda Aceh, Bandar Lampung, Bangkok-Suvarnabhumi, Banjarmasin, Batam, Bengkulu, Denpasar, Doha, Gorontalo, Quảng Châu, Hồng Kông, Jambi, Jayapura, Jeddah, Kendari, Kuala Lumpur, Labuan Bajo, Lombok, Makassar, Malang, Manado, Medan, Medina, Melbourne, Padang, Palangkaraya, Palembang, Palu, Pangkal Pinang, Pekanbaru, Pontianak, Semarang, Seoul–Incheon, Thượng Hải–Phố Đông, Singapore, Solo, Sorong, Surabaya, Sydney, Tanjung Pinang, Ternate, Tokyo–Haneda, Yogyakarta |
| IndiGo                  | Mumbai |
| Indonesia AirAsia       | Bandar Lampung, Bangkok-Don Mueang, Denpasar, Johor Bahru, Kota Kinabalu, Kuala Lumpur, Kuching, Labuan Bajo, Lombok, Medan, Penang, Perth, Phnôm Pênh, Silangit, Singapore, Solo |
| Japan Airlines          | Tokyo–Narita |
| Jetstar Asia Airways    | Singapore |
| KLM                     | Amsterdam, Kuala Lumpur |
| Korean Air              | Seoul–Incheon |
| Lion Air                | Ambon, Balikpapan, Bandar Lampung, Banjarmasin, Batam, Bengkulu, Denpasar, Gorontalo, Jambi, Jayapura, Lombok, Makassar, Manado, Medan, Merauke, Padang, Palangkaraya, Palembang, Palu, Pangkal Pinang, Pekanbaru, Pontianak, Semarang, Solo, Sorong, Surabaya, Tanjung Pandan, Ternate, Yogyakarta Thuê chuyến: Hải Khẩu, Quảng Châu, Tam Á, Vũ Hán Theo mùa: Jeddah, Medina |
| Malaysia Airlines       | Kuala Lumpur |
| NAM Air                 | Batam, Denpasar, Muara Bungo, Pangkalan Bun, Pontianak, Sampit |
| Oman Air                | Muscat |
| Pelita Air              | Balikpapan, Banjarmasin, Denpasar, Padang, Palembang, Pekanbaru, Pontianak, Sorong, Surabaya, Yogyakarta |
| Philippine Airlines     | Manila |
| Qantas                  | Melbourne, Sydney |
| Qatar Airways           | Doha |
| Royal Brunei Airlines   | Bandar Seri Begawan |
| Saudia                  | Jeddah, Medina, Riyadh |
| Scoot                   | Singapore |
| Shandong Airlines       | Hạ Môn |
| Sichuan Airlines        | Nam Ninh |
| Singapore Airlines      | Singapore |
| SriLankan Airlines      | Colombo-Bandaranaike |
| Sriwijaya Air           | Makassar, Pangkal Pinang, Pontianak, Tanjung Pandan Thuê chuyến: Phúc Châu, Hàng Châu, Ôn Châu |
| Super Air Jet           | Balikpapan, Bandar Lampung, Banjarmasin, Banyuwangi, Batam, Bengkulu, Denpasar, Jambi, Lombok, Makassar, Medan, Padang, Palembang, Pangkal Pinang, Pekanbaru, Pontianak, Semarang, Silangit, Solo, Surabaya, Tanjung Pandan, Ternate |
| Thai AirAsia            | Bangkok-Don Mueang |
| Thai Airways            | Bangkok-Suvarnabhumi |
| Thai Lion Air           | Bangkok-Don Mueang |
| TransNusa               | Denpasar, Quảng Châu, Johor Bahru, Kuala Lumpur, Singapore, Yogyakarta |
| Turkish Airlines        | Istanbul |
| Uzbekistan Airways      | Tashkent |
| VietJet Air             | Hà Nội, Thành phố Hồ Chí Minh |
| Vietnam Airlines        | Thành phố Hồ Chí Minh |
| XiamenAir               | Phúc Châu, Hạ Môn |

### Hàng hóa
| Hãng hàng không            | Điểm đến                                                                                                 |
| -------------------------- | --- |
| Air Atlanta Icelandic      | Theo mùa: Reykjavik-Keflavik                                                                             |
| ANA Cargo                  | Tokyo–Narita                                                                                             |
| Cardig Air                 | Balikpapan, Bangkok–Suvarnabhumi, Hà Nội, Padang–Minangkabau, Pekanbaru, Medan, Seoul–Incheon, Singapore |
| Cathay Pacific Cargo       | Thành phố Hồ Chí Minh, Hong Kong                                                                         |
| China Airlines Cargo       | Singapore, Taipei–Taoyuan                                                                                |
| Etihad Cargo               | Abu Dhabi                                                                                                |
| EVA Air Cargo              | Singapore, Taipei–Taoyuan                                                                                |
| FedEx Express              | Guangzhou, Thành phố Hồ Chí Minh, Singapore, Subic Bay                                                   |
| Gading Sari                | Kuala Lumpur                                                                                             |
| Hong Kong Airlines         | Hong Kong                                                                                                |
| KLM Cargo                  | Amsterdam                                                                                                |
| K-Mile Air                 | Bangkok-Suvarnabhumi                                                                                     |
| Korean Air Cargo           | Thành phố Hồ Chí Minh, Penang, Seoul–Incheon                                                             |
| Lufthansa Cargo            | Frankfurt                                                                                                |
| MASkargo                   | Kuala Lumpur                                                                                             |
| Qantas Freight             | Sydney                                                                                                   |
| Republic Express Airlines  | Balikpapan, Kuala Lumpur, Makassar, Singapore, Surabaya, Surakarta/Solo                                  |
| Singapore Airlines Cargo   | Singapore                                                                                                |
| Thai Airways International | Bangkok–Suvarnabhumi                                                                                     |
| Transmile Air Services     | Kuala Lumpur                                                                                             |
| Tri-MG Intra Asia Airlines | Batam, Kuala Lumpur, Singapore                                                                           |